# Kreis Østholsten
Østholsten er en tysk kreis  i delstaten Slesvig-Holsten. Den holstenske kreis ligger nord for Lübeck og omfatter bl.a. landskabet Holstensk Schweiz og øen Femern.

## Byer og kommuner
(Indbyggertal pr.  2018-12-31
)
Byer og amtsfrie kommuner
| - 1. Ahrensbök (8290) - 2. Bad Schwartau, Stadt (20036) - 3. Dahme (1250) - 4. Eutin, Stadt (16971) - 5. Fehmarn, Stadt (12592) - 6. Grömitz (7236) - 7. Grube (1040) - 8. Heiligenhafen, Stadt (9211) - 9. Kellenhusen (Østholsten) (1117) | - 10. Malente (10773) - 11. Neustadt in Holstein, Stadt (15093) - 12. Oldenburg in Holstein, Stadt (9833) - 13. Ratekau (15231) - 14. Scharbeutz (11309) - 15. Stockelsdorf (16926) - 16. Süsel (5035) - 17. Timmendorfer Strand (8742) |

Amter med tilhørende kommuner/byer (* = markerer administrationsby)
| - 1. Amt Lensahn (8433) 1. Beschendorf (519) 2. Damlos (603) 3. Harmsdorf (653) 4. Kabelhorst (435) 5. Lensahn* (4932) 6. Manhagen (379) 7. Riepsdorf (912) | - 2. Amt Oldenburg-Land (9249) [Sitz: Oldenburg in Holstein] 1. Göhl (1105) 2. Gremersdorf (1496) 3. Großenbrode (2186) 4. Heringsdorf (1120) 5. Neukirchen (1175) 6. Wangels (2167) | - 3. Amt Ostholstein-Mitte (8801) 1. Altenkrempe (1115) 2. Kasseedorf (1438) 3. Schashagen (2105) 4. Schönwalde am Bungsberg* (2553) 5. Sierksdorf (1590) |

Kommunen Bosau (3.530 indbyggere) hører under forvaltningen i  Amt Großer Plöner See i  Kreis Plön.